# Teófimo López
Teófimo Andrés López Rivera (Brooklyn, 30 luglio 1997) è un pugile statunitense.
Soprannominato "The Takeover", è stato detentore del titolo mondiale IBF dei pesi leggeri dal 2019 e delle cinture WBA (Super), WBO e The Ring dal 2020, nonché campione lineare della categoria, fino al 2021 quando perse contro George Kambosos Jr. Sempre nel 2020 ha vinto il premio come pugile dell'anno secondo The Ring, condiviso con il britannico Tyson Fury.
In virtù dei risultati ottenuti, da ottobre 2021 è considerato il miglior pugile leggero secondo ESPN, TBRB e BoxRec.

## Biografia
Nato negli Stati Uniti da genitori con origini honduregne, il padre Teófimo López Sr. è un ex pugile.
Inizia a praticare pugilato all'età di sei anni e, a livello dilettantistico, ha rappresentato l'Honduras ai Giochi olimpici di Rio de Janeiro nel 2016. Il suo cammino nella rassegna olimpica si conclude anzitempo con una sconfitta per mano del francese Sofiane Oumiha, poi vincitore della medaglia d'argento.
Conclude la propria carriera amatoriale con un record di 150 vittorie e 20 sconfitte.

## Carriera

### Professionisti
Già individuato e messo sotto contratto dalla Top Rank Boxing di Bob Arum ancora prima di esordire, López compie il suo debutto da professionista il 5 novembre 2016 nell'undercard di Pacquiao-Vargas, mettendo KO il messicano Ishwar Siqueiros al secondo round. In virtù dei risultati conseguiti all'interno del ring, al termine del 2018 vince il riconoscimento come miglior prospetto dell'anno da parte di The Ring.
Il suo primo incontro di rilievo ha luogo nel febbraio 2019 quando López, su una striscia di undici vittorie consecutive, aggiunge al suo record il duro KO dell'ex contendente mondiale Magdaleno: l'esultanza del giovane al termine del match, con l'avversario ancora steso al tappeto, è tuttavia soggetta a critiche. Dopo aver ottenuto lo status di sfidante numero uno alla sigla IBF con un trionfo ai punti sul giapponese Nakatani, conquista la sua prima cintura mondiale al termine dell'anno sconfiggendo il campione in carica Commey per KO tecnico alla seconda ripresa.
Più tardi manifesta la volontà di affrontare il campione WBO e WBA dei leggeri Lomačenko – considerato tra i migliori pound for pound in circolazione, se non il migliore – in un match di unificazione, che ha luogo nell'ottobre 2020 a Las Vegas. L'accesa rivalità tra i due campioni del mondo sfocia così nel primo importante match in tempi di pandemia, con la vittoria del ventunenne di Brooklyn ai punti (119–109, 117–111 e 116–112) dopo dodici riprese. Con grande personalità, López è infatti capace di imporre la sua maggiore fisicità nella prima metà di gara, mentre l'ucraino aumenta la propria offensiva negli ultimi round. La vittoria lo rende il secondo pugile più giovane della storia a unificare almeno tre corone mondiali dopo Tyson, che nell'agosto 1987 batté Tucker a 21 anni e un mese per le sigle WBA/WBC/IBF dei massimi. Al termine dell'anno si aggiudica il premio di "pugile dell'anno", assegnato da The Ring, assieme al britannico Fury, nonché il Sugar Ray Robinson Award.
Il 27 Novembre 2021, al Madison Squadre Garden, Teofimo Lopez perde, alla sua prima difesa, il titolo e le cinture contro George Kambosos Jr. dopo aver subito un atterramento alla seconda ripresa ed aver subito la maggiore aggressività dell'australiano per l'intero match. Il 12 giugno 2023, all'età di 25 anni, annuncia il proprio ritiro.